# Oligodon waandersi
Oligodon waandersi là một loài rắn trong họ Rắn nước. Loài này được Bleeker mô tả khoa học đầu tiên năm 1860.